# Literatura chipriota
La literatura chipriota abarca la literatura de Chipre escrita principalmente en griego y turco, y subsidiariamente en inglés y otras lenguas, como el francés, el armenio y el italiano. El dialecto chipriota del griego moderno pertenece al grupo sudoriental de dialectos griegos modernos.

## Antigüedad / Edad Media

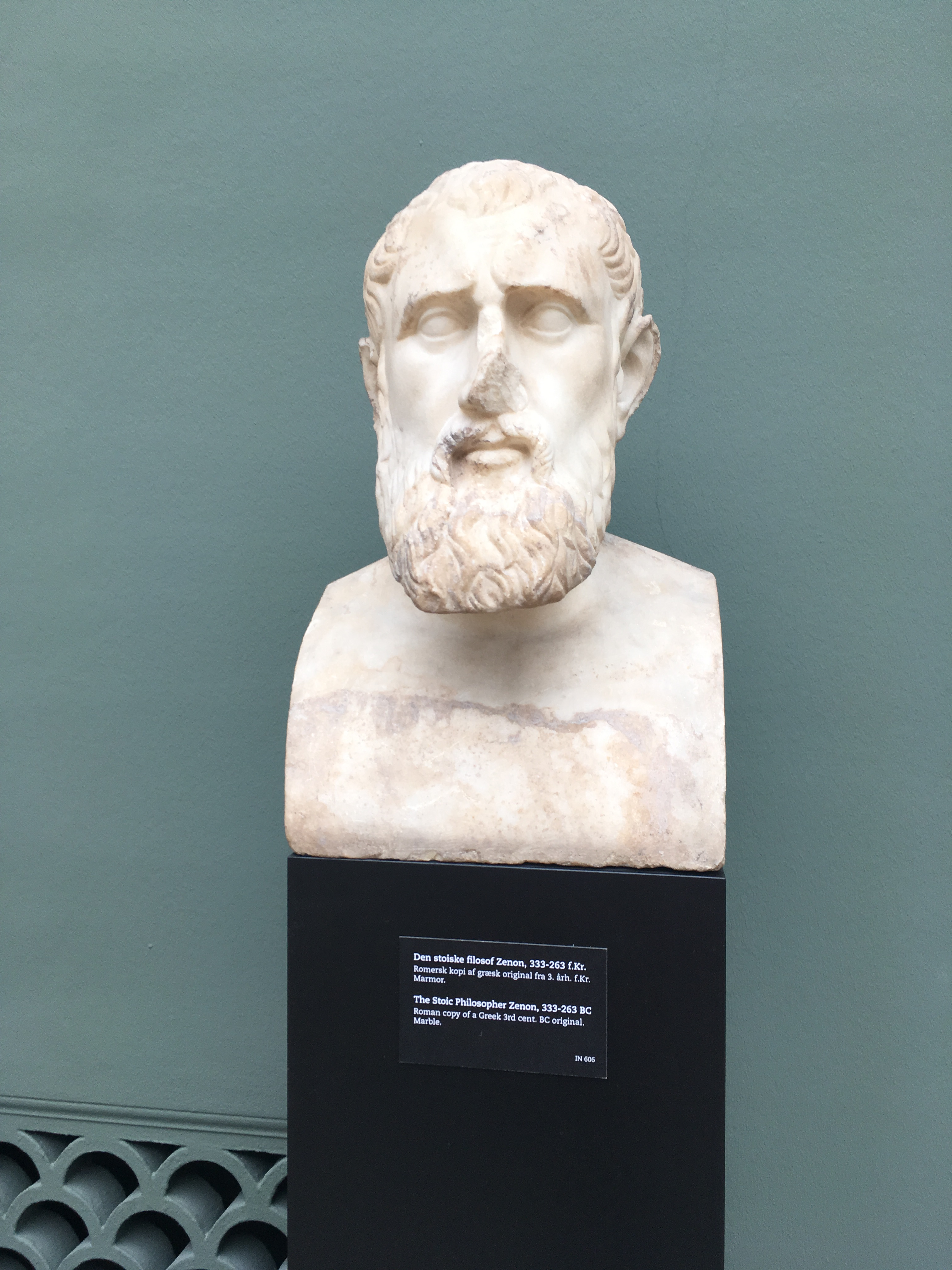
Zenón de Citio, fundador de la escuela filosófica estoica.

La producción literaria de la Antigüedad incluye la Cipria o (Cantos Ciprios), poema épico, compuesto probablemente a finales del siglo VII a. C. atribuido a Estasino. El chipriota Zenón de Citio fue el fundador de la escuela filosófica estoica, seguido por su amigo y discípulo Perseo.
Chipre también figura en la literatura cristiana primitiva, como en los Hechos de los Apóstoles, según los cuales los apóstoles Bernabé y Pablo predicaron en la isla. Entre los escritores chipriotas bizantinos y medievales destacan Leoncio de Neápolis, Altheides y el patriarca Gregorio II de Constantinopla. La poesía épica bizantina, en particular los "cantos acríticos", floreció durante la Edad Media.

## Baja Edad Media y Renacimiento
La legislación del Reino de Chipre en la Edad Media, conocida bajo el nombre de los Assizes de Jerusalén, estaba escrita en el dialecto local de la época, así como en francés. Los Assizes se tradujeron al italiano en 1531 y siguen siendo la mayor colección de leyes medievales que se conserva.
En cuanto a la historiografía, las obras medievales más importantes son las crónicas de Leontios Machairas y Georgios Boustronios, que abarcan el periodo bajo dominio franco (1191-1489), escritas en el dialecto local griego con muchas influencias del francés antiguo.
El Canzoniere chipriota es una gran colección de sonetos a la manera de Francesco Petrarca y de Poèmes d'amour escritos en grecochipriota medieval que data del siglo XVI, cuando Chipre era posesión de la República de Venecia. Algunos de ellos son verdaderas traducciones de poemas escritos por Petrarca, Bembo, Ariosto y Sannazzaro. La mayor parte del Otelo, de William Shakespeare, está ambientada en la Chipre veneciana.

## Historia Moderna
Se conservan las tradiciones literarias típicas de la isla en estilos contemporáneos. Se basan en tradiciones orales, en formas clásicas, como el tekerleme (galimatías) o el mani (cuartetas).
El libro de Bahriye Kemal, Escribiendo en Chipre: literatura poscolonial y dividida del lugar y el espacio ofrece un estudio exhaustivo de las modernas figuras literarias de Chipre que escriben en griego, turco o inglés.
Entre las personalidades literarias modernas de Chipre que escriben en griego se encuentran el poeta y escritor Kostas Montis, el poeta Kyriakos Charalambides, el novelista Panos Ioannides, el poeta Michalis Pasiardis, el poeta y traductor Stephanos Stephanides, el escritor Nicos Nicolaides, el escritor de terror Fivos Kyprianou, Stylianos Atteshlis, Loukis Akritas o Demetris Th. Gotsis. Dimitris Lipertis, Vasilis Michaelides y Pavlos Liasides son poetas folclóricos que escribieron poemas principalmente en dialecto griego chipriota. El dialecto local se ha utilizado tradicionalmente para canciones y poesías folclóricas, como la τσιαττιστά (poesía de combate, una forma de Jugar a las docenas) y la tradición de los ποιητάρηες (bardos).
Entre los literatos modernas de Chipre que escriben en turco figuran los poetas Osman Türkay, Özker Yaşın, Neşe Yaşın, Neriman Cahit o Mehmet Yaşın. Neşe Yaşın es una conocida poeta y escritora turcachipriota que escribe principalmente en turco, aunque un número considerable de sus obras en prosa han sido traducidas al griego y al inglés. En 2002, su novela Historia secreta de las chicas tristes fue prohibida en la República Turca del Norte de Chipre y en Turquía, y recibió múltiples amenazas de nacionalistas turcos.
Sevgül Uludağ es una periodista de investigación que, además de haber contribuido decisivamente a descubrir información sobre miles de chipriotas desaparecidos, es autora de varios libros. Urkiye Mine Balman ha escrito en géneros muy variados, pero sus obras son, sobre todo, poemas románticos que describen a veces a una solitaria aldeana o la vida en el campo y romances a distancia. Balman ha publicado sus obras en las revistas literarias turcas Yesilada, Türk Dili y Türk'e Dogru.
Entre los escritores chipriotas en otras lenguas figura la poetisa armeniochipriota Nora Nadjarian. También hay una presencia cada vez mayor de escritores chipriotas emigrados, tanto temporales como permanentes, en la literatura mundial, así como de escritores chipriotas de segunda y tercera generación nacidos o criados en el extranjero, que a menudo escriben en inglés. Entre ellos figuran escritores como Andreas Koumi, Miranda Hoplaros, Stephen Laughton, Christy Lefteri, Eve Makis, Michael Paraskos, Stel Pavlou y Stephanos Stephanides. Paul Stenning, escritor y cronista del arzobispo Makarios III, vive en Pafos.

## Varios
Chipre también ha sido un lugar de inspiración y producción literaria para autores no nativos durante el siglo XX.
Lawrence Durrell vivió en Chipre desde 1952 hasta el 26 de agosto de 1956 y escribió el libro Bitter Lemons sobre su estancia allí, que le valió el segundo Premio Duff Cooper en 1957.
El griego Giorgos Seferis, Premio Nobel de Literatura, recibió una gran influencia de Chipre. Escribió una de sus obras más famosas (Cuaderno de bitácora III - inicialmente titulada Chipre, donde me fue ordenado...) mientras trabajaba para la misión diplomática griega en la isla. El novelista británico Paul Stewart estuvo anteriormente afincado en Chipre, y la isla fue el escenario de la novela de Victoria Hislop El amanecer (2015).